# 대런 랜돌프
대런 에드워드 앤드루 랜돌프(Darren Edward Andrew Randolph, 1987년 5월 12일 브레이 ~ )는 아일랜드의 축구 선수로 포지션은 골키퍼이다. 현재는 본머스에서 뛰고 있다.